# مقبرة ماونت أوبورن
مقبرة ماونت أوبورن (بالإنجليزية: Mount Auburn Cemetery)، الواقعة في مدينتي كامبريدج ووترتاون بولاية ماساتشوستس، تُعدّ أول مقبرة ريفية أو "حدائقية" في الولايات المتحدة. وتُعدّ مثوى لعدد كبير من أفراد النخبة البارزة في بوسطن المعروفة باسم "بوسطن برهمن"، كما أنها مُصنفة كمعلم تاريخي وطني.
تم تدشين المقبرة عام 1831، وزُيّنت بنُصب كلاسيكية موزعة على تضاريس طبيعية منسقة، مما شكّل انقطاعًا واضحًا عن أنماط المقابر التي كانت سائدة في الحقبة الاستعمارية، سواء كانت ملاصقة للكنائس أو مدافن تابعة للطوائف الدينية. وتزامن ظهور هذا النوع الجديد من المقابر مع شيوع استخدام مصطلح "cemetery" المشتق من الكلمة اليونانية التي تعني "مكان للنوم"، بديلًا عن كلمة "graveyard" التي تحمل دلالة أكثر قسوة. عكس هذا التحول اللغوي تبدّلًا ثقافيًا في النظرة إلى الموت والحياة الآخرة، بعيدًا عن التصورات المتشائمة التي كانت تجسدها المقابر التقليدية.
تمتد المقبرة على مساحة تبلغ 174 فدانًا (نحو 70 هكتارًا)، وتتميّز بأهميتها التاريخية فضلاً عن دورها كمشتل نباتي. وتُعدّ أكبر مساحة خضراء متصلة في ووترتاون، وتمتد شرقًا إلى داخل كامبريدج بمحاذاة مقبرة مدينة كامبريدج ومقبرة "ساند بانكس". وقد أُدرجت ماونت أوبورن ضمن قائمة "المعالم التاريخية الوطنية" عام 2003 تقديرًا لدورها الريادي في تطوير المقابر في القرن التاسع عشر.

## الوضع الحالي
بحلول عام 2003، كان قد دُفن في مقبرة ماونت أوبورن أكثر من 93,000 شخص.1 ومنذ تأسيسها، كانت المقبرة مثوىً لعدد من الشخصيات البارزة تاريخيًا، ولا سيّما أفراد النخبة الاجتماعية في بوسطن المعروفة باسم بوسطن برهمن، والنخب المرتبطة بجامعة هارفارد، إلى جانب عدد من الشخصيات البارزة من أتباع الكنيسة التوحيدية (اليونيتاريين).
تُعد المقبرة غير طائفية، ولا تزال توفر قطعًا جديدة للدفن. وهي مشهورة بجمال بيئتها الطبيعية، وتُعد وجهة مفضّلة لمحبي مراقبة الطيور، حيث تم رصد أكثر من 220 نوعًا من الطيور فيها منذ عام 1958.2 كما تُنظم جولات إرشادية للزوار تشمل الجوانب التاريخية والفنية والبستانية للمقبرة.
تضم المقبرة أكثر من 5,500 شجرة، تمثل ما يقرب من 700 نوع وفصيلة. كما تنتشر آلاف الشجيرات والنباتات العشبية المصانة بعناية بين التلال والبرك والغابات والمناطق المفتوحة بالمقبرة. وتحتوي أيضًا على أكثر من 10 أميال (نحو 17 كيلومترًا) من الطرق والممرات. وتتنوّع أنماط تنسيق الحدائق فيها ما بين تصاميم الحقبة الفيكتورية والحدائق الحديثة، والغابات الطبيعية والحدائق الزخرفية الرسمية، بالإضافة إلى مناظر بانورامية عبر الأشجار المعمّرة ومساحات صغيرة مغلقة. وقد وضعت بطاقات تعريفية نباتية على العديد من الأشجار والشجيرات والنباتات، تذكر أسماؤها العلمية والعامة.
وقد ظهرت المقبرة ضمن برنامج وثائقي بعنوان عرض خاص عن المقابر بثته قناة PBS في عام 2005.

## أعلام
- ريتشارد بوكمينستر فولر
- جوليان شفينجر
- هنري وادزورث لونغفيلو
- أبراهام ماسلو
- جون رولز